# 러시아 아마추어 풋볼 리그
러시아 아마추어 풋볼 리그(러시아어: Первенство России среди любительских футбольных клубов (III дивизион))는 러시아의 5번째 축구 리그로 공식적인 명칭은 러시아 아마추어 클럽 간 챔피언십 3 디비전 (Russian championship between amateur football clubs III division)이다. 3 디비전은 10개의 그룹으로 나뉘어 진행되는데 매 시즌이 종료 후 각 그룹의 우승 팀은 지역에 따라 러시아 세컨드 리그의 각 그룹으로 승격되며 지역별로 시작한 시기는 차이가 있지만 현재의 시스템이 갖추어진 것은 1998년 이후이다.

## 그룹
리그는 각 지역 축구협회(MPO)의 관할권에 따라 10 개의 지역 그룹으로 나누어 개최된다.
- 극동 지역
- 남부 연방 관구/북캅카스 연방 관구 지역
- 모스크바 지역
- 모스크바 주 지역
- 볼가 관구 지역
- 북서부 지역
- 시베리아 지역
- 우랄-서부 시베리아 지역
- 졸로토예 콜초 지역
- 체르노젬 지역